# Banksia telmatiaea
Espèce
Classification phylogénétique
Statut CITES
Banksia telmatiaea, le banksia renard des marais, est une espèce de petit arbuste de la famille des Proteaceae qui pousse dans les marécages le long des côtes basses de l'ouest de l'Australie. Il se caractérise par un port buissonneux, atteignant jusqu'à deux mètres de haut, des feuilles étroites et un épi floral brun clair. Cette plante est connue depuis les années 1840, mais n'a été publiée en tant qu'espèce qu'en 1981. Elle était auparavant classée dans l'espèce Banksia sphaerocarpa (Banksia renard). C'est une espèce qui a été relativement peu étudiée, dont l'écologie, l'état de conservation et le potentiel de culture sont mal connus.

## Description
Banksia telmatiaea peut prendre le port d'un arbuste dressé ayant parfois jusqu'à deux mètres de haut ou celui d'un buisson étalé ne dépassant pas un mètre. Les tiges et rameaux sont pubescents et les feuilles étroites ont de 1,5 à 3 cm de long sur environ 1 mm de large. Les fleurs sont regroupées dans des épis floraux, inflorescences typiques du genre Banksia, comprenant des centaines de paires de fleurs implantées en spirales denses autour d'un rachis ligneux. L'épi floral de Banksia telmatiaea est à peu près sphérique, d'un diamètre de trois à cinq centimètres. Les fleurs, de couleur brun doré à brun clair, sont formées d'un périanthe tubulaire constitué de quatre tépales soudés et d'un long style filamenteux. Caractéristique de la section taxonomique à laquelle est rattachée l'espèce, le style de Banksia telmatiaea est en crochet et non pas droit. L'extrémité du style est au début piégée dans les parties supérieures du périanthe, mais se libère lors de l'anthèse. La structure de l'infrutescence est un solide « cône » ligneux dans lequel sont insérés jusqu'à 65 follicules ; les pièces florales fanées persistent sur les cônes, leur donnant un aspect chevelu.

## Taxonomie

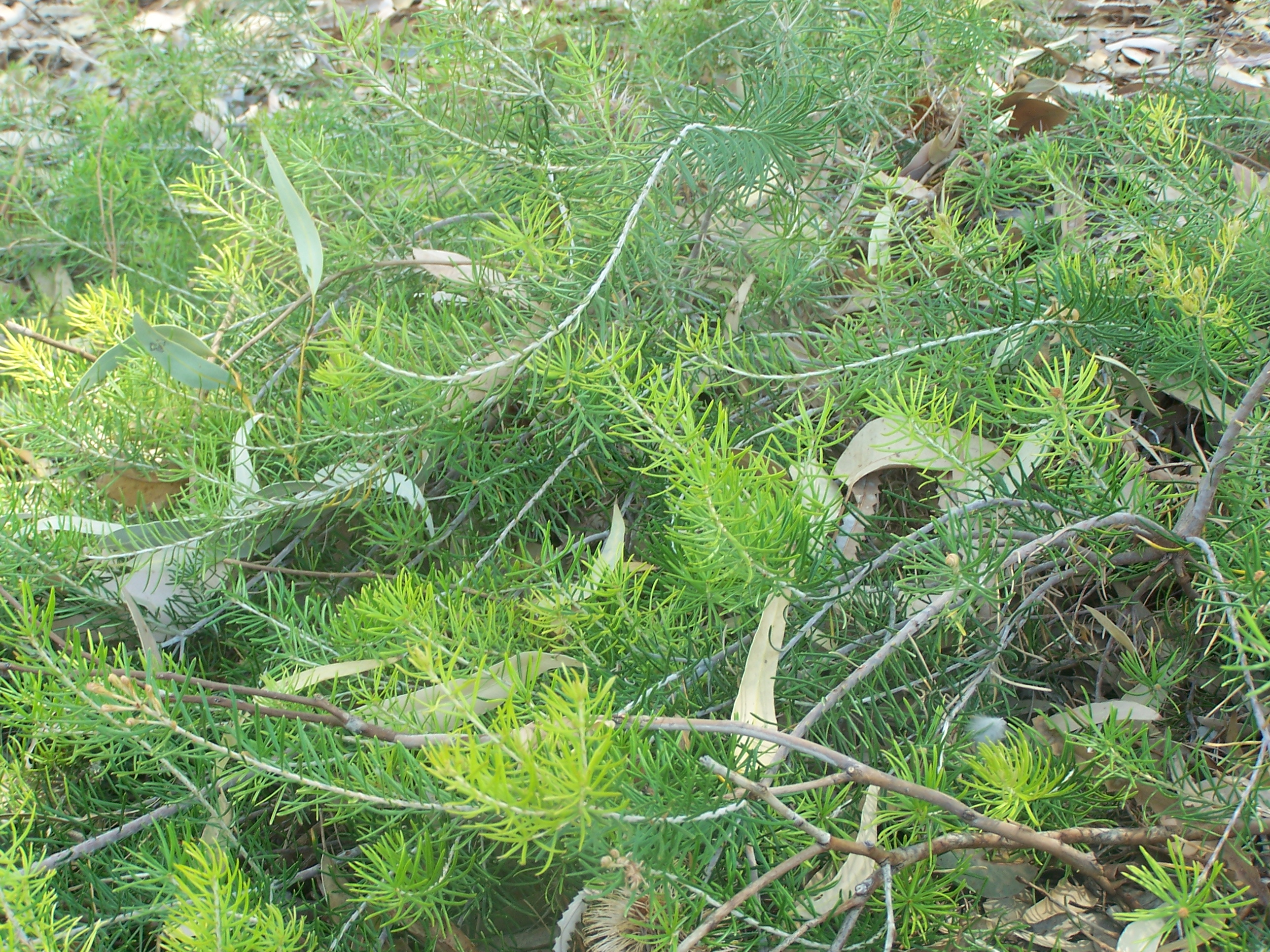
Vue rapprochée de feuilles de B. telmatiaea.

## Répartition et habitat

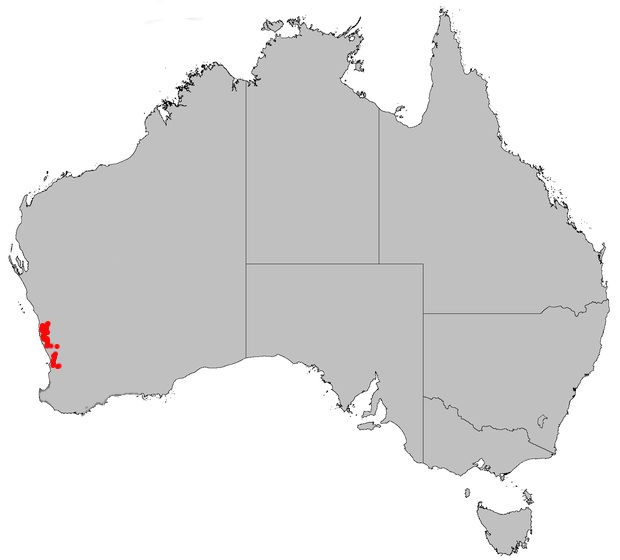
Répartition de B.telmatiaea.

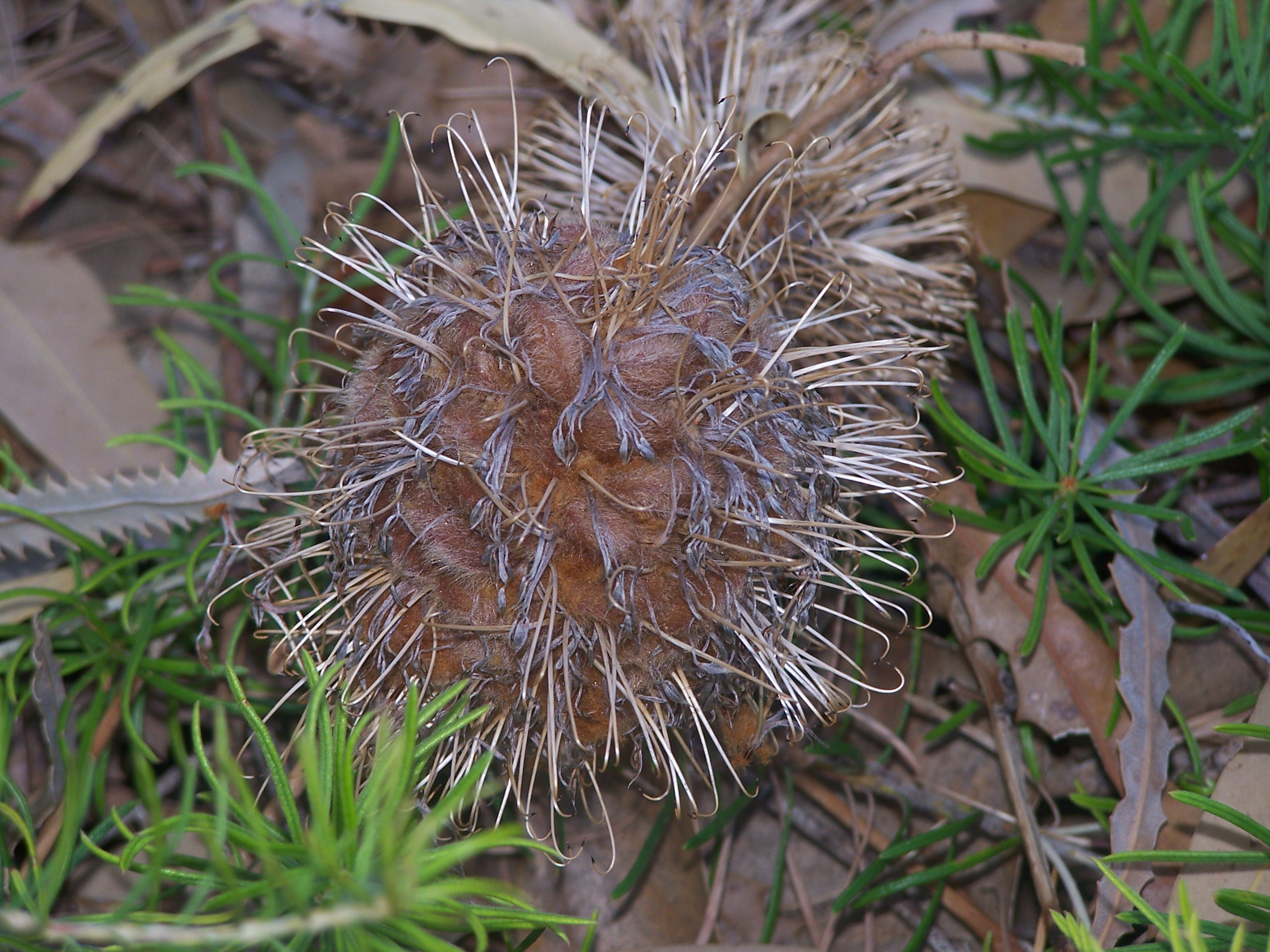
"Cone" de B. telmatiaea.

## Culture

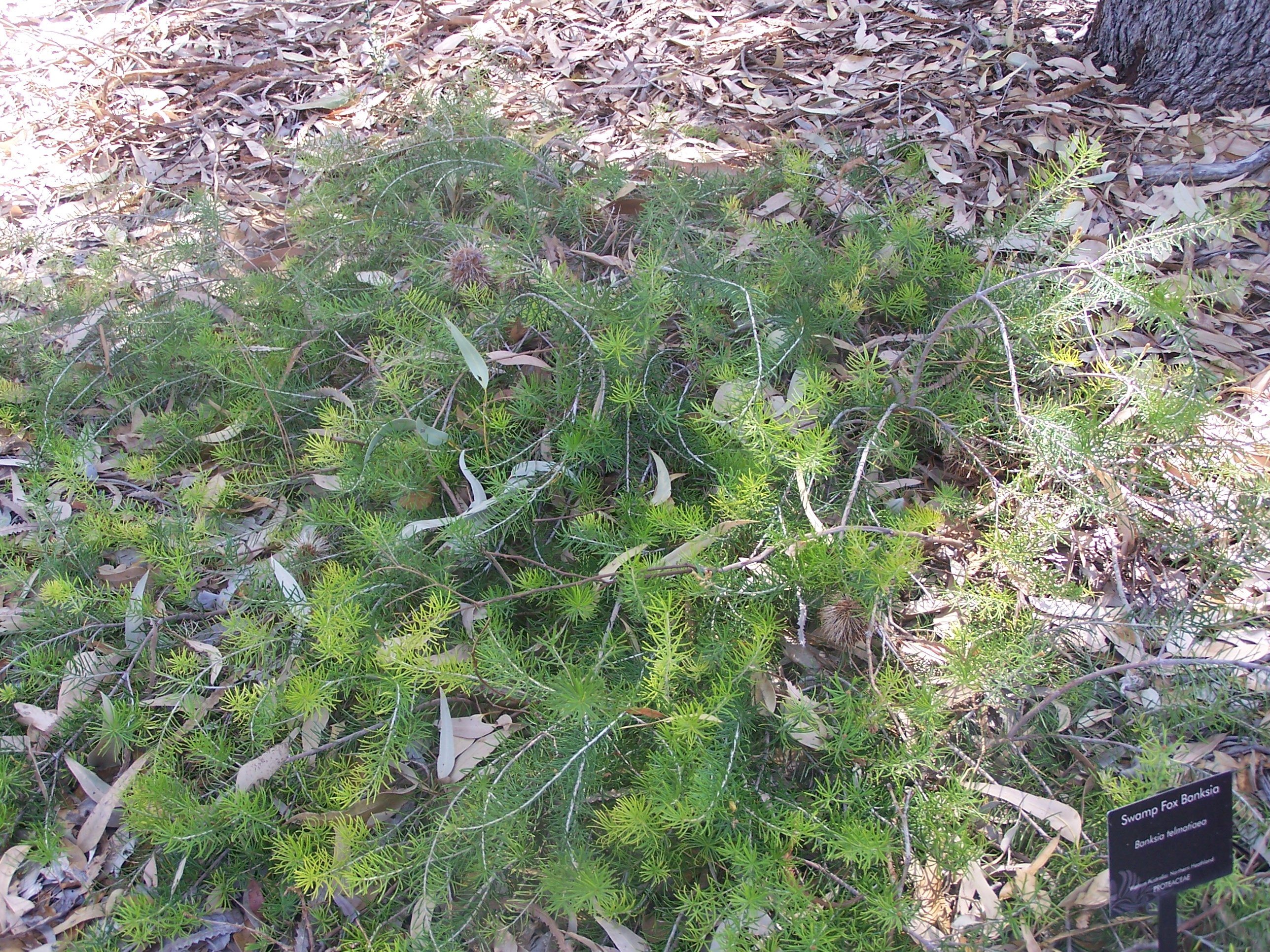
B. telmatiaea en culture, poussant sous la forme de couvre sol à Kings Park, en Australie-Occidentale.